# La locandiera (film 1980)
La locandiera è un film del 1980 diretto da Paolo Cavara, e tratto dall'omonima commedia di Carlo Goldoni scritta nel 1752.

## Trama
L'ostessa Mirandolina è una bella ragazza, e per la sua bellezza il conte di Alba Fiorita e il marchese di Forlimpopoli se ne innamorano.
I due nobili le fanno ricchi doni, cercando di ingraziarsela e di sposarla, ma l'astuta Mirandolina accetta solo il denaro ed i gioielli, senza però dare loro la sua mano. Un terzo uomo arriva sulla scena: il Cavaliere di Ripafratta, estremamente misogino, che pensa che la donna porti solo guai all'uomo.
Mirandolina, che non ha mai visto un uomo così, lo prende come una sfida per sé stessa e fa di tutto per farlo innamorare. Ella riesce nel suo scopo e per vendetta lo porta ad ammettere in pubblico di essersi innamorato di una donna.
Alla fine la bella Mirandolina si accorge di amare Fabrizio, il suo cameriere, e abbandona la sua arte di "innamorare gli uomini" per rimanere fedele solamente a lui.